# کینگ‌پین
کینگ پین (به انگلیسی: Kingpin) با نام اصلی ویلسون فیسک یک شخصیت خیالی ابر شرور بزرگ در کتاب‌های کامیک آمریکایی منتشر شده توسط مارول کامیکس است. او یک تنه سابقهٔ درافتادن با شخصیت‌های ابرقهرمانی چون مرد عنکبوتی، هاکای (شاهین چشم)، بی‌باک و پانیشر را دارد. این شخصیت به عنوان یکی از ترسناکترین و قدرتمندترین ارباب‌های جنایتکار در دنیای مارول به تصویر کشیده می‌شود که اغلب ریاست جرم و جنایت در شهر نیویورک را بر عهده دارد. کینگ پین بیشتر با هیکلی درشت، سری طاس و کت و شلواری سفید یا سیاه تصویر شده است و همواره نقشی اساسی در خلق موقعیت‌های بحرانی و خطرناک دارد.
مایکل کلارک دانکن نقش کینگ‌پین را در فیلم بی‌باک (۲۰۰۳) ایفا کرده است. همچنین وینسنت دن آفریو به ایفای نقش این شخصیت در مجموعه تلویزیونی دردویل و هاکای و دنیای سینمایی مارول و در انیمیشن سفر به دنیای عنکبوتی لیو شرایبر به ایفای نقش او پرداخته است.

## خاستگاه شخصیت
زمانی کودکی کم‌سن‌وسال در شهر نیویورک بود و مدام هدف زورگویی در مدرسه، محله و حتی پدر خود می‌شد. او مدام به‌خاطر چاق بودن توسط همکلاسی‌های خود مسخره می‌شد. از همان دوران کودکی تقدیر او برای اینکه تبدیل به کینگ پین جرم و جنایت در شهر نیویورک شود رقم خورده بود. تمامی این فشارها باعث شد که ویلسون در آغاز نوجوانی خود با ۱۲ سال سن تبدیل به یک قاتل شود و این نخستین گام او برای تبدیل به ترسناکترین ارباب جنایت در دنیای مارول شد. پس از آن فیسک با تمرین‌های بدنسازی پرفشار جسم خود و خواندن انواع کتاب‌های آموزشی سیاسی ذهن خود را تقویت کرد. او با رهبری سازمان‌های جنایت در شهر نیویورک، دست به جنایت‌های بزرگی زد و اینگونه امپراتوری او آغاز شد.

## دشمنان
مرد عنکبوتی
به‌عنوان ارباب جرم و جنایت ویلسون یک مانع بزرگ سد راه خود می‌دید مرد عنکبوتی اولین دشمن ویلسون فیسک در عالم کمیک بود زمانی که پیتر پارکر هویت مرد عنکبوتی را کنار گذاشت فیسک شهر نیویورک را به کنترل خود درآورد در واقع او دلیلی شد برای برگشت اسپایدرمن به دنیای ابرقهرمانی، مبارزات کینگ پین و مرد عنکبوتی بیشتر با پیروزی پیتر پارکر رقم می‌خورد.
کاپیتان آمریکا
در برهه‌ای ویلسون فیسک به سازمان تروریستی مخفی هایدرا ملحق شد و عنوان سوپریم هایدرا رو بدست آورد و همین امر باعث شد او با کاپیتان آمریکا وارد نبرد شود.
بی‌باک
پس از اینکه ویلسون فیسک با خانواده خود دچار اختلاف شد با دشمن جدیدی روبرو شد مت مورداک برای پایان دادن به دوران او در شهر نیویورک پا به عرصه گذاشت مدت زمانی نسبتاً طولانی دشمنی این دو شخصیت در عالم کمیک به شدت محبوب و ویلسون فیسک بزرگ‌ترین دشمن دردویل نام گرفت
پانیشر
پس از گذشت مدتی یک ضد قهرمان آرمان‌گرا تحت عنوان پانیشر در مقابل ویلسون فیسک قرارگرفت. فرانک کسل معتقد بود کینگ پین سر مار تمام گانگسترها، جنایت کارها و خلافکاران است و با کشتن او می‌تواند بر تمام جنایت‌ها در شهر خاتمه دهد و اینگونه دشمنی او با پانیشر آغاز شد.

## در رسانه‌ها

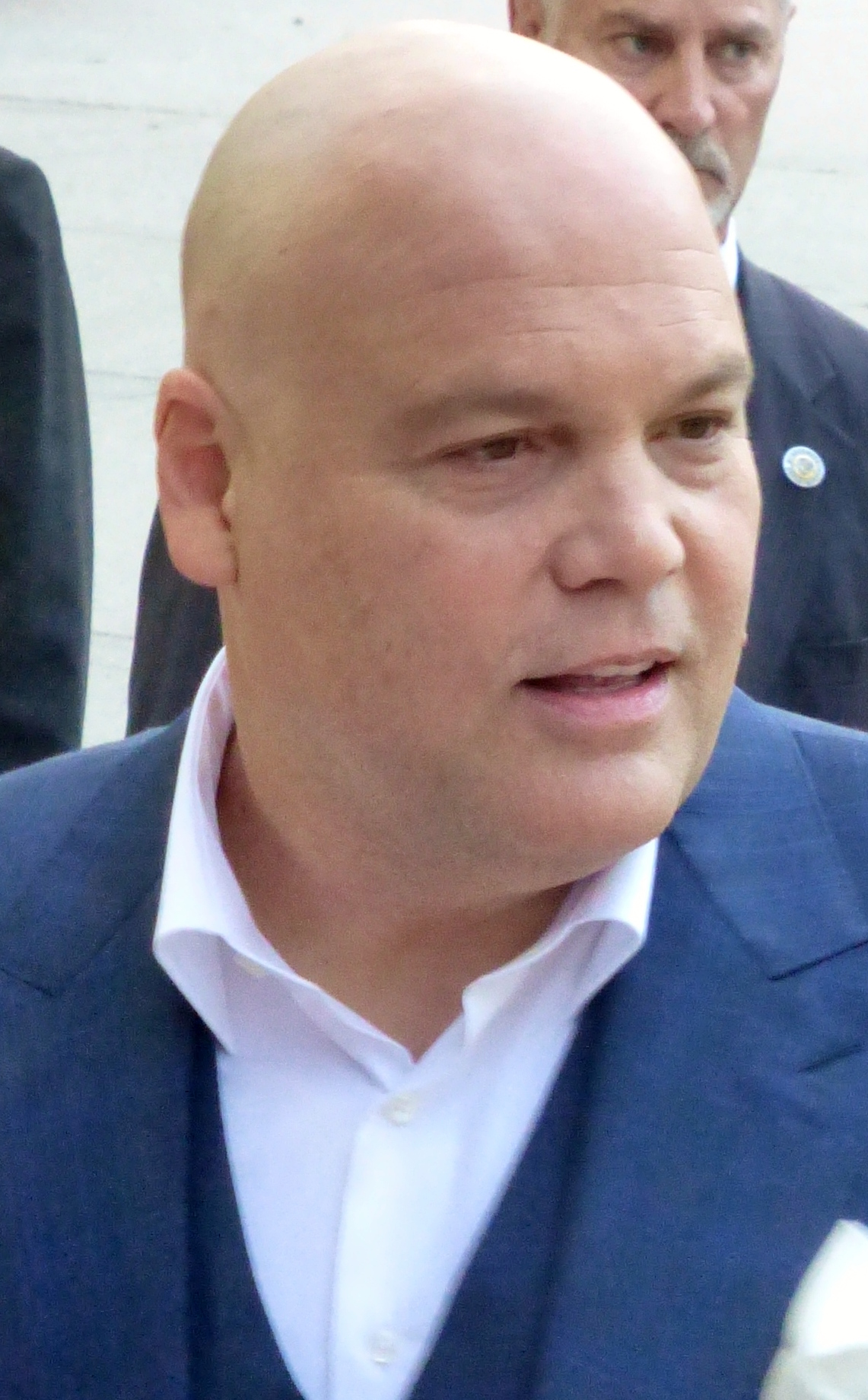
وینسنت دن آفریو بازیگر نقش کینگ پین در دنیای سینمایی مارول(MCU)

- در دنیای سینمایی مارول در دو مجموعه تلویزیونی دردویل و هاکای شخصیت کینگ‌پین توسط وینسنت دن آفریو بازی شد.
- در فیلم بی‌باک شخصیت کینگ پین توسط مایکل کلارک دانکن بازی شد.
- در انیمیشن مرد عنکبوتی: به درون دنیای عنکبوتی صداگذاری شخصیت کینگ‌پین توسط لیو شرایبر صورت گرفت.
- در بازی کامپیوتری مرد عنکبوتی در برابر کینگ‌پین این شخصیت به عنوان غول مرحله آخر حضور داشت.
- در بازی کامپیوتری مرد عنکبوتی: سایه‌های تار صداگذاری این شخصیت توسط گرگ برگر صورت گرفت و این شخصیت در هرج و مرج حضور سیمبیوت در شهر استفاده کرد و بر علیه مرد عنکبوتی و شیلد قرار گرفت.
- در بازی کامپیوتری مرد عنکبوتی اینسامنیاک با صداگذاری تراویس ویلینگهام کینگ‌پین و اعضای شرکتش شروع به ایجاد هرج و مرج در شهر کردند. که خیلی زود در اوایل بازی تحت یک مبارزه از مرد عنکبوتی شکست خورد و به زندان فرستاده شد.